# Формула-1
«Формула-1» (повна назва: «Чемпіонат світу ФІА» — англ. FIA Formula One World Championship) — чемпіонат світу з кільцевих автоперегонів на автомобілях з відкритими колесами, який відбувається під егідою Міжнародної автомобільної федерації (FIA). Перш за все «формула» — це термін, який визначає набір правил, які обов'язкові до виконання всіма учасниками перегонів.
Чемпіонат світу у класі «Формула-1» відбувається щороку і складається з Гран-прі, або етапів, які проводяться на спеціально побудованих трасах або підготовлених вулицях міста. Наприкінці сезону, за підсумками всіх гонок визначається переможець чемпіонату. У «Формулі-1» змагаються як окремі пілоти, так і команди. Пілот-переможець отримує титул чемпіона світу, а команда-переможець отримує Кубок конструкторів.
Результати кожної траси оцінюються за допомогою системи балів для визначення двох щорічних чемпіонатів світу, один для водіїв F1 і один для конструкторів F1. Автогонщики, конструктори команди, спортивні чиновники, організатори та схеми повинні бути володарями дійсних Супер Ліцензії, найвищого класу гоночних ліцензії, виданої FIA.
Команди учасники змагань «Формули-1» використовують гоночні автомобілі («боліди») власного виробництва. Тому для кожної команди вкрай важливо мати не лише швидкого і стабільного пілота та гарну стратегію, але й надзвичайно сильний конструкторський відділ. Наразі боліди «Формули-1» розвивають швидкість до 360 км/год (хоча в останні роки FIA намагалась зменшити швидкість, впроваджуючи нові технічні правила), та здатні витримувати у поворотах перевантаження до 5 g. Кількість обертів двигуна обмежена до 15 000 об/хв, проте слід зазначити, що за всі роки свого існування «Формула-1» постійно змінювалася. Історично основним центром розвитку «Формули-1» є Європа. Більшість баз та дослідницьких центрів команд розташовано в цій частині світу. Однак сфера спорту значно розширилася в останні роки, і дедалі більше число Гран-прі проводяться в інших частинах світу.
Оскільки кожна команда будує болід самостійно, то завдяки дуже високій конкуренції в перегонах «Формула-1» постійно народжуються оригінальні конструкторські ідеї та рішення, які призводять до швидкого прогресу як самих болідів, так і звичайних дорожніх авто. Найвідомішим прикладом впровадження у серійному виробництві технології, розробленої для «Формули-1», є антипробуксувальна система. Вперше цю систему було використано у 1990 році командою «Феррарі». Після заборони її в «Формулі-1» у 1994 році, автовиробники почали впроваджувати систему на серійних автомобілях.
«Формула-1» має глобальну телевізійну аудиторію близько 527 млн глядачів, що робить цей спорт найпопулярнішим міжнародним змаганням у світі. Власником усіх телевізійних прав на показ змагання є компанія Formula One Group. Щорічні витрати у «Формулі-1» оцінюються у мільярди доларів США, а економічний ефект від проведення змагань є значним. Вартість проектування та будівництва проміжного рівня автомобілів складає близько $ 120 млн. Крім того, фінансові та політичні баталії у цьому спорті широко висвітлюються у ЗМІ. Однак з 2000 року, у зв'язку з безперервним зростанням витрат, декілька команд, у тому числі команди виробників автомобілів, збанкрутували або були викуплені іншими компаніями.

## Історія «Формули-1»

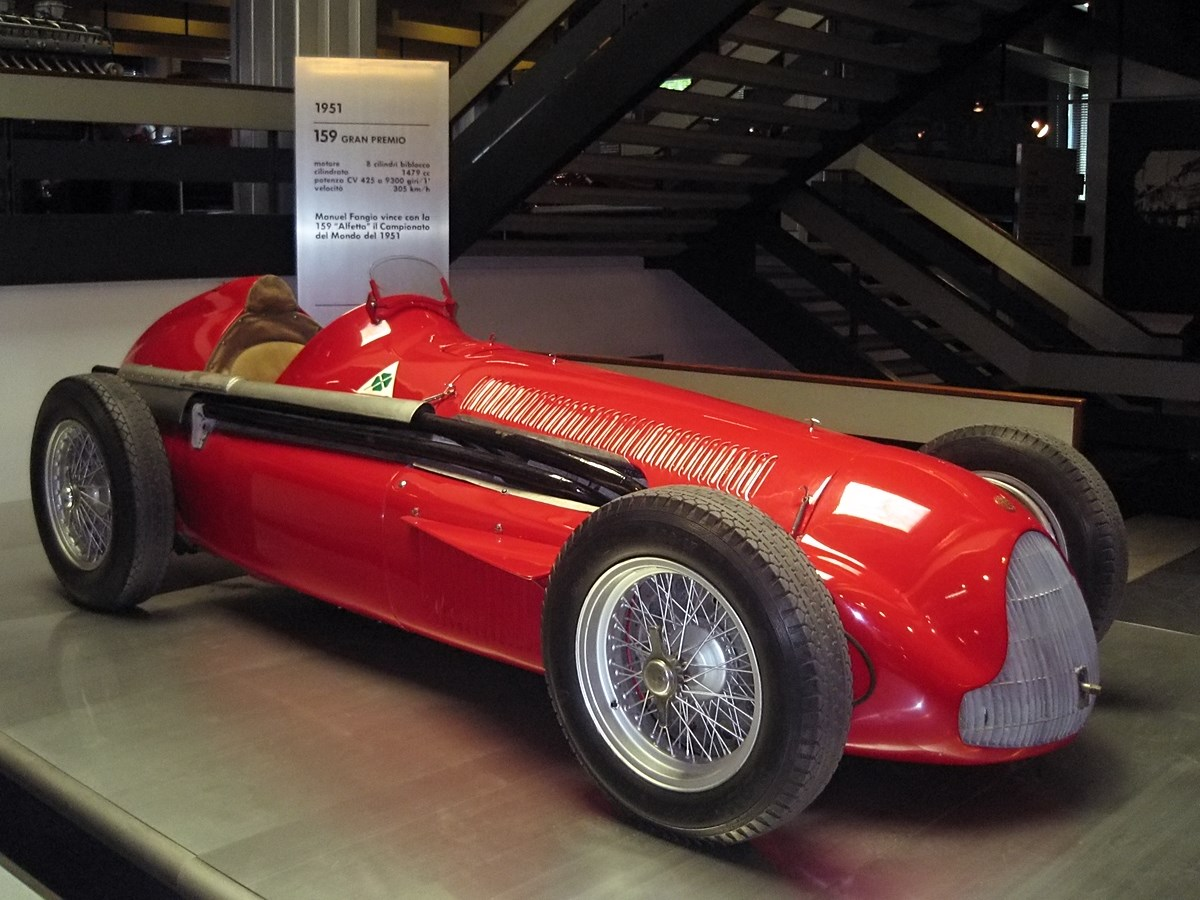
Болід Alfa Romeo 158 на якому Хуан-Мануель Фанхіо у 1951 році виборов титул чемпіона світу.

Кількість проведених гран-прі «Формули-1» за приймаючими країнами (темніший колір означає більше гран-прі). Європейський регіон збільшено на вкладці

Передумови гонок «Формули-1» з'явилися у 1920-х та 1930-х роках на перегонах Гран-прі Європи. Перед Другою світовою війною організаціями, які брали участь у Гран-прі, було сформульовано перший регламент чемпіонату. Планувалося, що він почне діяти у 1941 році, але через війну, що почалася, ці правила набули чинності лише у 1946 році.
Сформована FIA (Міжнародна автомобільна федерація) у 1946 році подала остаточно сформовані правила «Формули-1», які набули чинності у 1947 році. Цей рік і вважають початком ери «Королівських автоперегонів — Формула-1». Саме цього року відбулися змагання у класі «Формула А», який передбачав робочий об'єм атмосферних двигунів до 4500 см³, а оснащених компресором — до 1500 см³. Цей клас і став прабатьком першої Формули.
Вимоги до автомобілів класу «Формула А» дозволяли брати участь у перегонах автомобілям довоєнної розробки, таким як «Alfa-Romeo-158» або «Maserati-4CL».
У 1949 році Міжнародна мотоциклетна федерація організувала перший Чемпіонат Світу з мотоспорту, після чого FIA скористалася цим прикладом. Рішення про проведення чемпіонатів світу з автоперегонів у класі «Формула-1» було ухвалено FIA у 1949 році за ініціативою делегата від Італії Антоніо Брів Сфорца.
У 1950 році відбувся перший Чемпіонат Світу серед пілотів Гран-прі «Формули-1». Попри те, що подібна серія вже запроваджувалася у 1920-х роках, історики автоперегонів не вважають раніші Чемпіонати Формулою.
Першим етапом, що увійшов до заліку Чемпіонату Світу 1950 року, був Гран-прі Англії та Європи, що відбувся 13 травня на колишньому військовому аеродромі в Сільверстоуні. Його виграв Ніно Фаріна на «Alfa Romeo», а його товариші по команді «Alfa», Луїджі Фаджіолі та Редж Парнелл, посіли друге та третє місця.
Іншими етапами, що увійшли до заліку Чемпіонату, були Гран-прі Монако, Гран-прі Швейцарії в Берні, Гран-прі Бельгії в Спа, Гран-прі АКФ (Автомобільного клубу Франції) у Реймсі та Гран-прі Італії в Монці, а також перегони «Індіанаполіс 500».
За системою нарахування очок, що спочатку використовувалася в Чемпіонаті Світу, вісім очок здобував переможець кожного залікового етапу, шість — учасник, що посів друге місце, чотири — третє, три — четверте і два — п'яте. Додаткове очко надавалося гонщику, що проїхав у гонці найшвидше коло. Систему було змінено у 1953 році, коли одне очко став здобувати гонщик, що посів шосте місце, потім — у 1960 році, коли очко за найшвидший круг було скасовано, і у 1961 році, коли кількість очок за перемогу було збільшено до дев'яти. До 1957 року гонщики, що поділяли між собою кермо одного автомобіля, ділили між собою і здобуті очки; після 1958 року у випадку, якщо автомобілем керувало більше одного гонщика, очок вони не здобувають.
Джузеппе Фаріна і Хуан-Мануель Фанхіо на пару виграли всі етапи, що увійшли до заліку Чемпіонату 1950 року (окрім перегонів в Індіанаполісі), і перший Чемпіонат Світу з 30 очками виграв Фаріна, другим був Фанхіо з 27, а Фаджіолі з 24 очками — третім.
Аеродинамічна притискна сила повільно набула значення в конструкції автомобіля через появу крилець в кінці 1960-х років. Наприкінці 1970-х років Lotus представив граунд-ефект аеродинаміки (раніше використовувані на боліді Chaparral 2J у 1970-х роках), які забезпечили величезну притискну силу, і істотно підвищили швидкість на поворотах. Також великою була аеродинамічна сила пресування автомобіля на трасу (до п'яти разів вага автомобіля), надзвичайно жорсткі пружини були необхідні, щоб підтримувати постійну висоту їзди, залишаючи підвіску практично твердою, повністю залежить від шин для будь-якої невеликої кількості амортизації автомобіля і водія від нерівностей дорожнього покриття.
2023 року компанія "Альфа Ромео" оголосила про припинення своєї участі у перегонах, до цього з 2018 року компанія була титульним спонсором швейцарської команди "Заубер".

## Перегони і стратегії

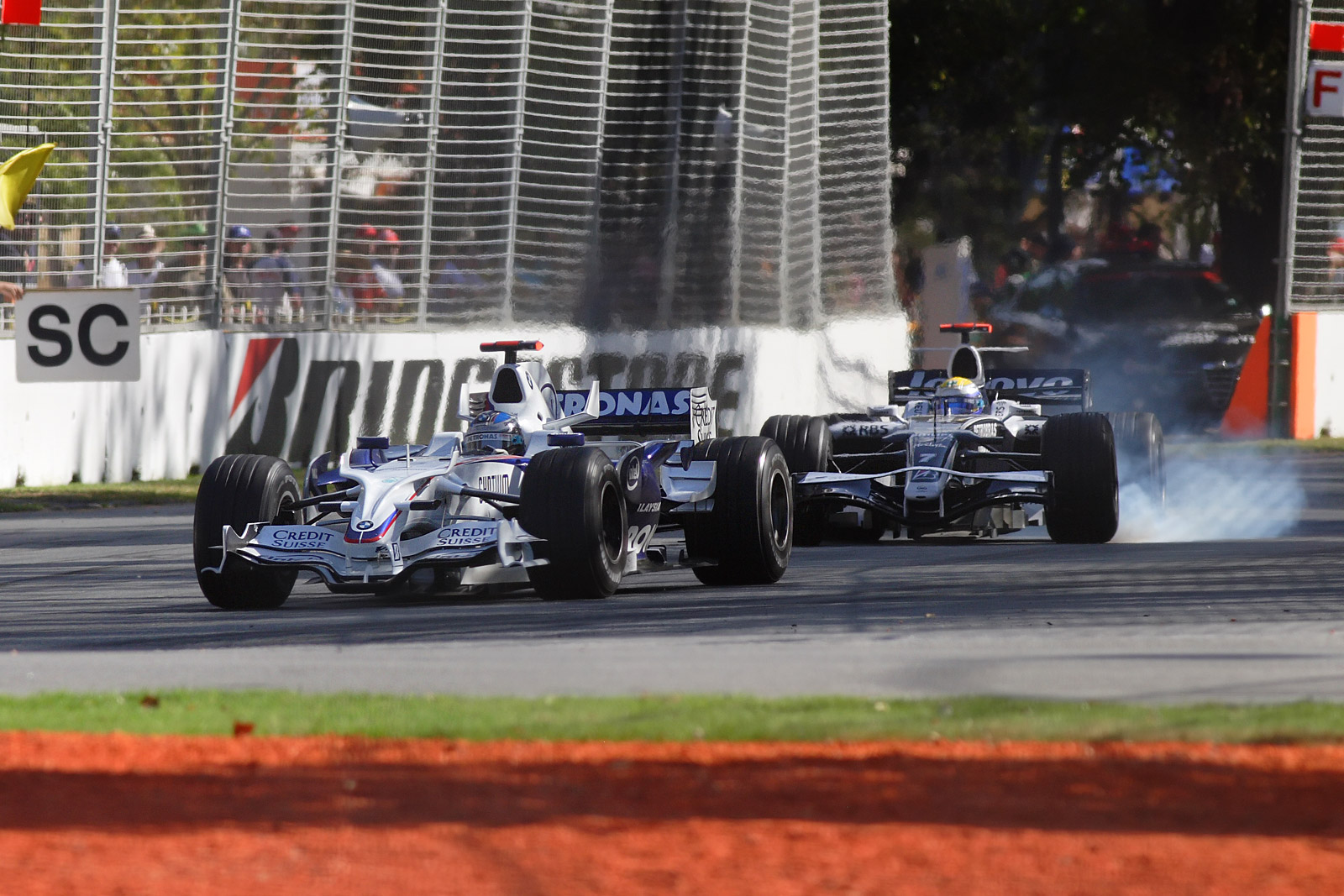
Нік Гайдфельд та Ніко Росберг на вуличній трасі Альберт-Парку під час Гран-прі Австралії 2008 року

Гран-прі «Формули-1» охоплює вихідні і починається з вільних заїздів, що проводяться протягом трьох сесій, кваліфікації, яка відбувається в суботу, та самих перегонів, які проводяться у неділю. Зазвичай, дві сесії вільних заїздів (тривалістю по 1,5 години) проводяться в п'ятницю, одна (тривалістю 1 годину) — у суботу, перед кваліфікацією. На Гран-прі Монако перші 2 сесії відбуваються в четвер, а остання, так само як зазвичай — у суботу. Протягом вільних заїздів гонщики проїжджають трасу у вільному, комфортному для них режимі, щоб ознайомитися з трасою й налаштувати болід. На кожному Гран-прі від однієї команди можуть виступати 2 пілоти у кваліфікації і гонці. Крім того, у вільних заїздах у п'ятницю команда може задіяти третього пілота, але брати участь у ній можуть лише дві машини.
У разі хвороби або інших поважних причин третій пілот може замінити у кваліфікації й перегонах одного з основних пілотів команди, але третій пілот може бути допущений до перегонів, тільки якщо він брав участь у кваліфікаційних заїздах. Очки, набрані запасним пілотом в гонці, будуть нараховані на його особистий рахунок у чемпіонаті світу; у боротьбі за Кубок конструкторів ці очки будуть додані до рахунку команди, якщо б за неї виступав основний пілот. Протягом сезону за одну команду можуть виступати, набираючи для себе і для неї очки, до 4 пілотів.

### Кваліфікація

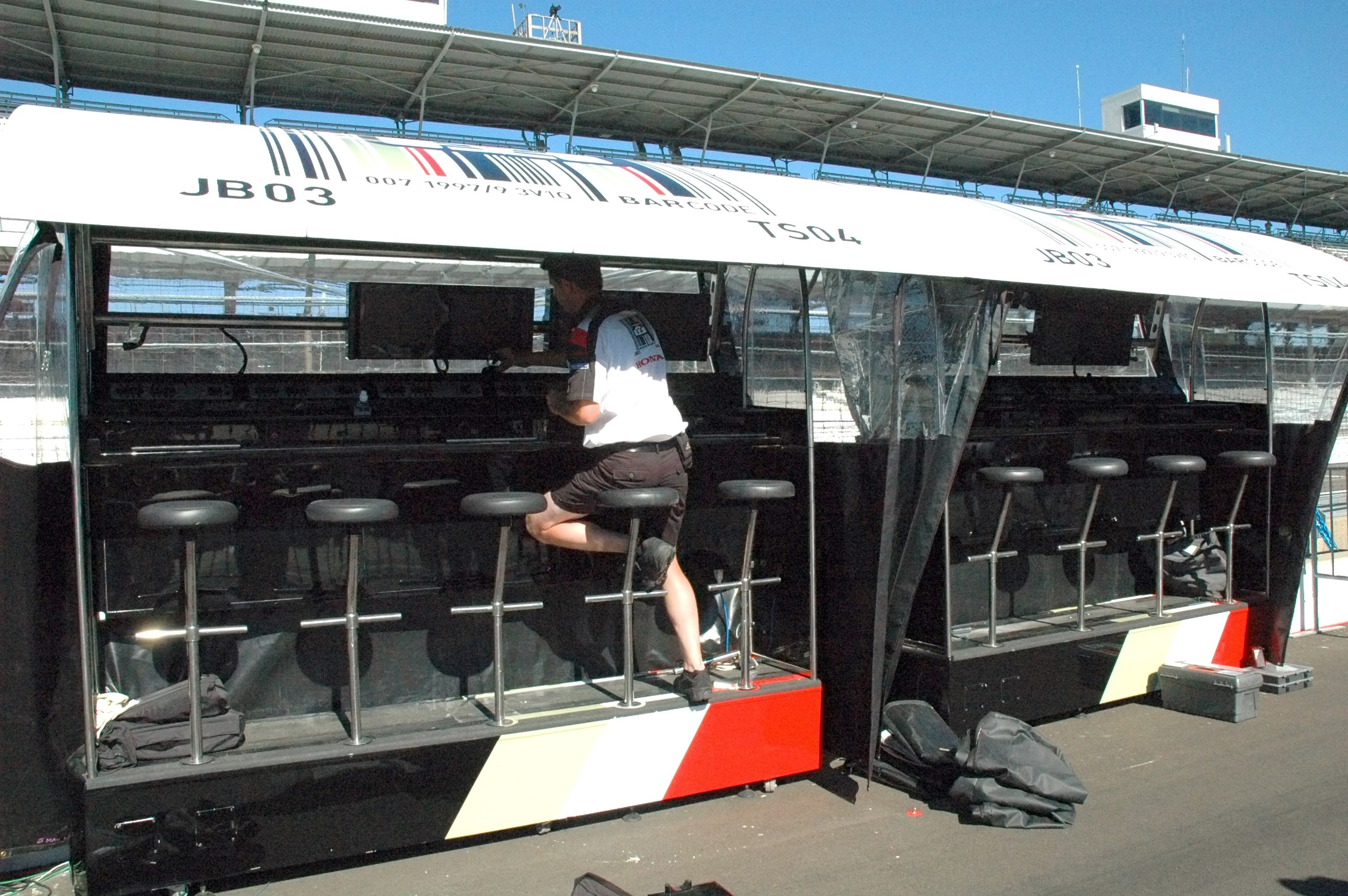
Типовий пітвол-центр, з якого команда менеджерів і стратегів спілкується зі своїми пілотами та інженерами протягом вільних заїздів або гоночного вік-енду

Протягом більшої частини історії цього виду спорту, кваліфікаційна сесія мало чим відрізнялася від вільних заїздів. Кілька років тому це була годинна сесія, під час якої пілоти могли проїхати одне швидке коло. Найшвидше коло йде в залік. На стартовому полі перед перегонами пілоти розташовувалися згідно з результатами, показаними під час кваліфікації. На відміну від багатьох інших гонок, у сучасній «Формулі-1» за перемогу в кваліфікації додаткових очок не дають. У 2004 році кваліфікація тривала 2 години, де пілоти проходили дві сесії, за підсумками яких і визначався володар поул-позиції. У 2005 році формат кваліфікації було змінено, й вона була розбита на дві частини. Одна в суботу, інша в неділю за 4 години до початку перегонів. У суботній і недільній кваліфікаціях пілоти проїжджали одне прогрівочне й одне швидке коло. Результати двох кваліфікацій сумувалися, і загальний підсумок розподіляв місця на старті Гран-Прі. У 2011 році FIA повернула правило 107%. Пілоти, які в першій квалікації поступилися лідеру понад 7 %, не зможуть брати участь у гонці. Є винятки, що дозволяють стартувати тим, хто невдало провів сесію через аварію або з інших причин. Якщо на вільних заїздах гонщик показував кращі результати, то стюарди можуть дозволити йому вийти на старт. Якщо таких гонщиків декілька, їх місця на стартовому полі будуть визначені за рішенням стюардів.
Теперішній формат кваліфікації, відомий також як «нокаут», був прийнятий в сезоні 2006 року. Кваліфікація «нокаут» поділяється на три частини (періоди, або тури). У першому періоді дозволяється виїзд всіх машин. П'ять найповільніших не беруть участь у подальшій кваліфікації, результати 15 найкращих не враховуються. У другому періоді дозволяється виїзд решти 15 машин. П'ять найповільніших із них не братимуть участь у подальшій кваліфікації, результати 10 найкращих надалі не враховуються. У третьому і останньому періоді решта десять машин розігрують між собою десять перших місць на старті перегонів. Ця процедура застосовується за участі 20 машин, якщо ж їх 22, то в першому й другому кваліфікаційному періоді вибуває по шість машин. Якщо, на думку стюардів, гонщик навмисно зупинився на трасі або створив перешкоди іншому гонщику, то його результат анулюється.
З моменту свого створення «нокаут» отримав незначні оновлення, такі як коригування кількості водіїв, яких має бути усунено в кожному періоді, якщо змінилася загальна кількість автомобілів (з 20 пілотів у 2009 році до 24 у 2010 році).

### Перегони
Перегони починаються з прогрівочного кола, щоб пілоти могли прогріти гуму і гальма на своїх болідах. Також прогрівочне коло дозволяє пілотам перевірити стан траси та їх боліду. Обгони на прогрівочному колі заборонені. Перед ним і після його закінчення боліди шикуються на стартовому полі (стартовій решітці) згідно з результатами кваліфікації. Якщо старт було відкладено, прогрівочне коло повторюють, а дистанцію перегонів скорочують на одне коло. Після його закінчення боліди знову шикуються на стартовій решітці і після сигналу світлофора починають перегони в змагальному режимі. П'ять червоних вогнів на світлофорі засвічуються по черзі з інтервалом в одну секунду, потім всі вони одночасно згасають після невизначеного часу (як правило, менш ніж за 3 секунди), щоб сигналізувати про початок перегонів. Старт може бути скасовано, якщо водій який заглух на стартовому полі, подав про це сигнал, піднявши руку. У цьому випадку здійснюється рестарт перегонів, але вже без участі пілота, що його викликав. Перегони також може бути відновлено під час етапу через серйозну аварію або небезпечні умови (наприклад, сильну зливу). За рішенням стюардів перегонів може стартувати за автомобілем безпеки, якщо існує надмірно небезпечна ситуація для її старту, така як дуже сильний дощ.

## Цікаві факти
- Гран-прі Бельгії «Формули-1» у сезоні 2021 року став найкоротшим в історії «Формули-1», оскільки завершився після трьох кіл замість 44. Гонку припинено через сильний дощ і погану видимість на трасі. Переможцем етапу оголошено нідерландця Макса Ферстаппена. Попередній рекорд тримався від 1991 року, коли на Гран-прі Австралії гонщики проїхали 14 кіл[8].